# Janvier 1973

## Événements
- Rupture avec Israël des États d’Afrique noire membres de l’OUA.
- États-Unis : levée des contrôles des prix et des salaires.

- 1er janvier : les communautés européennes comptent officiellement neuf membres après l'entrée du Danemark, de la république d'Irlande et du Royaume-Uni.

- 2 janvier : reprise des négociations de paix entre les Américains et les Nord-Vietnamiens à Gif-sur-Yvette en banlieue parisienne.

- 3 janvier : 
  - Promulgation de la Loi du 3 janvier 1973 sur la Banque de France[1].
  - Création en France de la fonction de médiateur (cf. ombudsman en Suède).

- 4 janvier : heurts violents en Égypte entre les étudiants et les forces de l'ordre.

- 5 janvier : le Mali rompt ses relations diplomatiques avec Israël.

- 7 janvier : 
  - Journée nationale de l'UDR à Provins.
  - Discours du premier ministre Pierre Messmer.

- 8 janvier : 
  - Affrontements israélo-syriens dans le Golan.
  - Reprise de négociations secrètes entre les États-Unis et le Viêt Nam à Paris.

- 11 janvier : visite du président Georges Pompidou en URSS.

- 12 janvier : réunion du XIe Conseil national palestinien au Caire.

- 13 janvier : 
  - Réunion de l'Internationale Socialiste à Paris.
  - Exécutions de mutins au Maroc.

- 15 janvier : suspensions des bombardements sur le Viêt Nam du Nord. Visite de Mme Golda Meir au Vatican.

- 17 janvier : 
  - La loi martiale est prolongée aux Philippines.
  - Blocages des prix et des salaires en Grande-Bretagne.
  - Accord Patronat-Syndicat chez Renault.

- 20 janvier : 
  - Assassinat d'Amilcar Cabral;
  - Début du second mandat de Richard Nixon[2].

- 21 janvier :

Décès de Martin-Saint-René, écrivain et poète, prince des poètes classiques et prince du sonnet à l'hôpital du Kremlin-Bicêtre, Val-de-Marne.
- 22 janvier : 
  - Rencontre Brandt-Pompidou sur l'Europe;
  - Le gouvernement chilien demande à l'armée de contrôler la distribution des produits alimentaires face à la grève des commerçants.
  - Décision de la Cour suprême légalisant, dans certaines conditions, l'avortement (arrêt Roe v. Wade).

- 23 janvier : l'Iran veut réviser l'accord pétrolier de 1954.

- 24 janvier : greffe du cœur en France.

- 26 janvier : 
  - gouvernement d’Edmond Leburton en Belgique (fin en 1974).
  - Rallye automobile : arrivée du Rallye de Monte-Carlo.

- 27 janvier : 
  - accord de Paris sur le Viêt Nam : Cessez-le-feu. Retrait des forces américaines du Viêt Nam du Sud. Il prévoit la formation d’un gouvernement tripartite de coalition qui ne verra jamais le jour. Rapidement, la situation se détériore au Sud-Viêt Nam, où les dirigeants anticommunistes corrompus, incapable de juguler l’inflation et privés du soutien d’une bonne partie des crédits américains, perdent le soutien de la population paupérisée et démoralisée..
  - Affaire Sampaio/Fernando au Mozambique[3],[4]. Deux prêtres sont accusés par la DGS d’encourager leurs paroissiens sur la voie du séparatisme. Le père Telles Sampaio avait en fait dénoncé dans un sermon la destruction et l’extermination des habitants d’un village à Mucumbura du nord du Mozambique par l’armée portugaise.

- 28 janvier : 
  - réunion du Conseil de défense commune arabe.
- Formule 1 : Grand Prix automobile d'Argentine.

- 31 janvier : 
  - Début à Vienne des conversations préliminaires à la Conférence sur la réduction des forces en Europe centrale.
  - Panam et TWA renoncent à leurs options sur Concorde.

## Naissances
- 1er janvier : Danny Lloyd, acteur américain, célèbre pour son rôle de Danny Torrance dans Shining.
- 8 janvier : 
  - Sean Paul, chanteur jamaïquain.
  - Irina Slavina, nom de plume d'Irina Mourakhtaïeva, est une journaliste russe († 2 octobre 2020).
- 10 janvier : Éléonore Faucher, réalisatrice et scénariste française († 27 août 2023).
- 12 janvier : Joseph M. Smith,  acteur, scénariste et producteur américain.
- 17 janvier : François Damiens, acteur et humoriste belge.
- 19 janvier : Karen Lancaume, actrice pornographique française († 28 janvier 2005).
- 20 janvier : Benjamin Biolay, auteur, compositeur, acteur et chanteur français.

## Décès
- 4 janvier : George Drew, premier ministre de l'Ontario de 1943 à 1948.
- 5 janvier : Alexandre Arnoux, écrivain français (° 27 février 1884).
- 22 janvier : Lyndon Johnson, ancien président des États-Unis.